# Edith Stein
Edith Stein, de nombre religioso Teresa Benedicta de la Cruz, en latín: Teresia Benedicta a Cruce, en alemán: Teresia Benedicta vom Kreuz (Breslavia, 12 de octubre de 1891-Auschwitz, 9 de agosto de 1942), fue una filósofa, mística, religiosa carmelita descalza, mártir y santa alemana de origen judío.
Nació en el seno de una familia judía y pasó por una etapa de ateísmo. Estudiante de filosofía, fue la primera mujer que presentó una tesis en esta disciplina en Alemania. Continuó su carrera a la vez que trabajaba como colaboradora del filósofo alemán Edmund Husserl, fundador de la fenomenología. Una larga evolución intelectual y espiritual la condujo al catolicismo, al que se convirtió en 1921. Enseñó y dio conferencias en Alemania, desarrolló una teología de la mujer y un análisis de la filosofía de santo Tomás de Aquino y de la fenomenología.
El régimen nacionalsocialista le prohibió la enseñanza. Edith Stein decidió entrar en la Orden de Nuestra Señora del Monte Carmelo, donde tomó los hábitos bajo el nombre de Teresa Benedicta de la Cruz. Detenida por la Gestapo, fue deportada el 2 de agosto de 1942 e internada en el campo de exterminio nazi de Auschwitz, en el territorio polaco ocupado, donde sería asesinada siete días después.
Fue beatificada en 1987 y canonizada el 11 de octubre de 1998 por el papa Juan Pablo II. Este pontífice también la nombró copatrona de Europa el 1 de octubre de 1999 en la apertura del sínodo de los obispos denominado Segunda Asamblea especial para Europa, junto con Brígida de Suecia y Catalina de Siena, sumándose así a los ya declarados copatronos Benito de Nursia, Cirilo y Metodio. Su fiesta litúrgica se celebra el 9 de agosto.

## Biografía

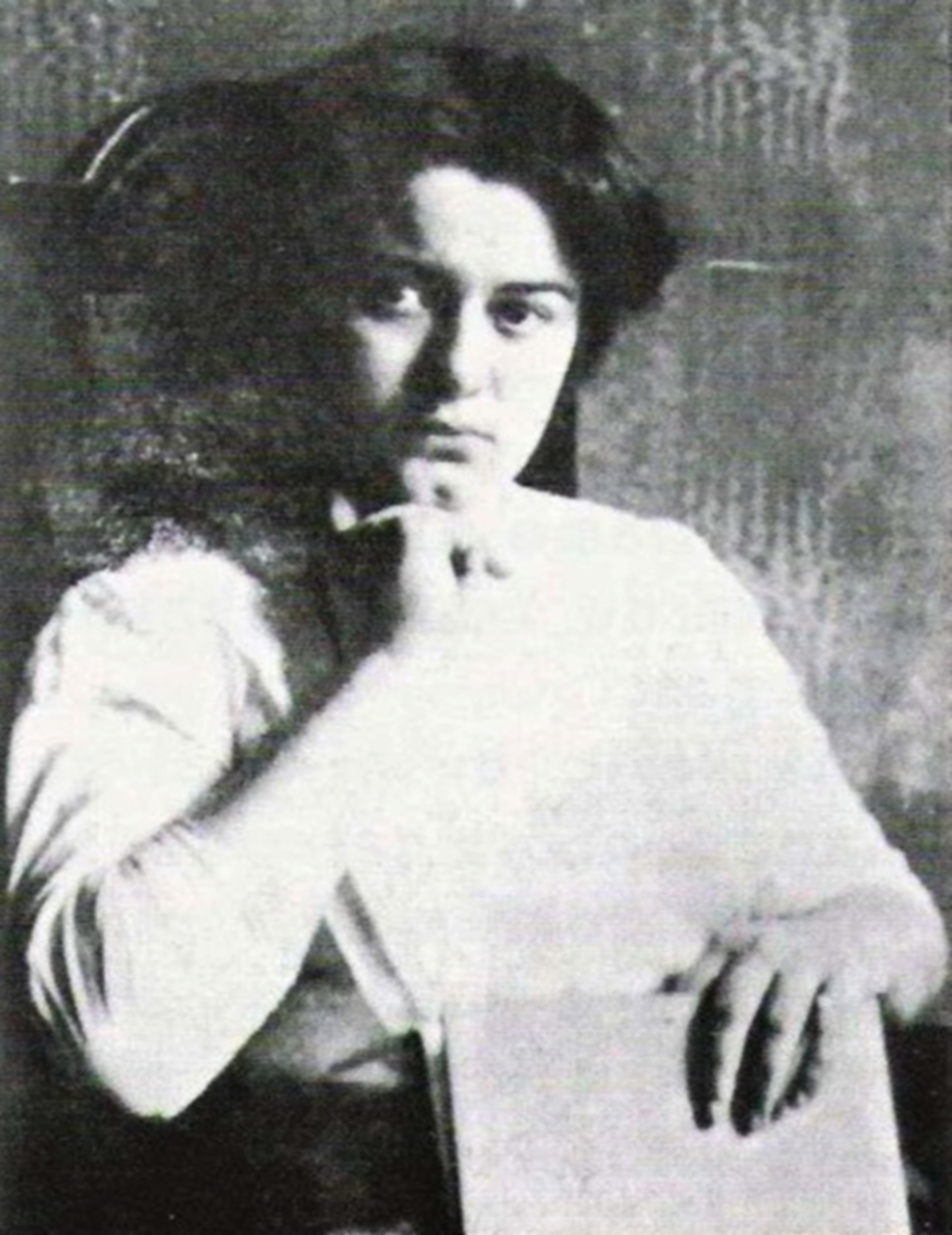
Edith Stein (ca. 1913-1914) durante su período como estudiante en Breslavia

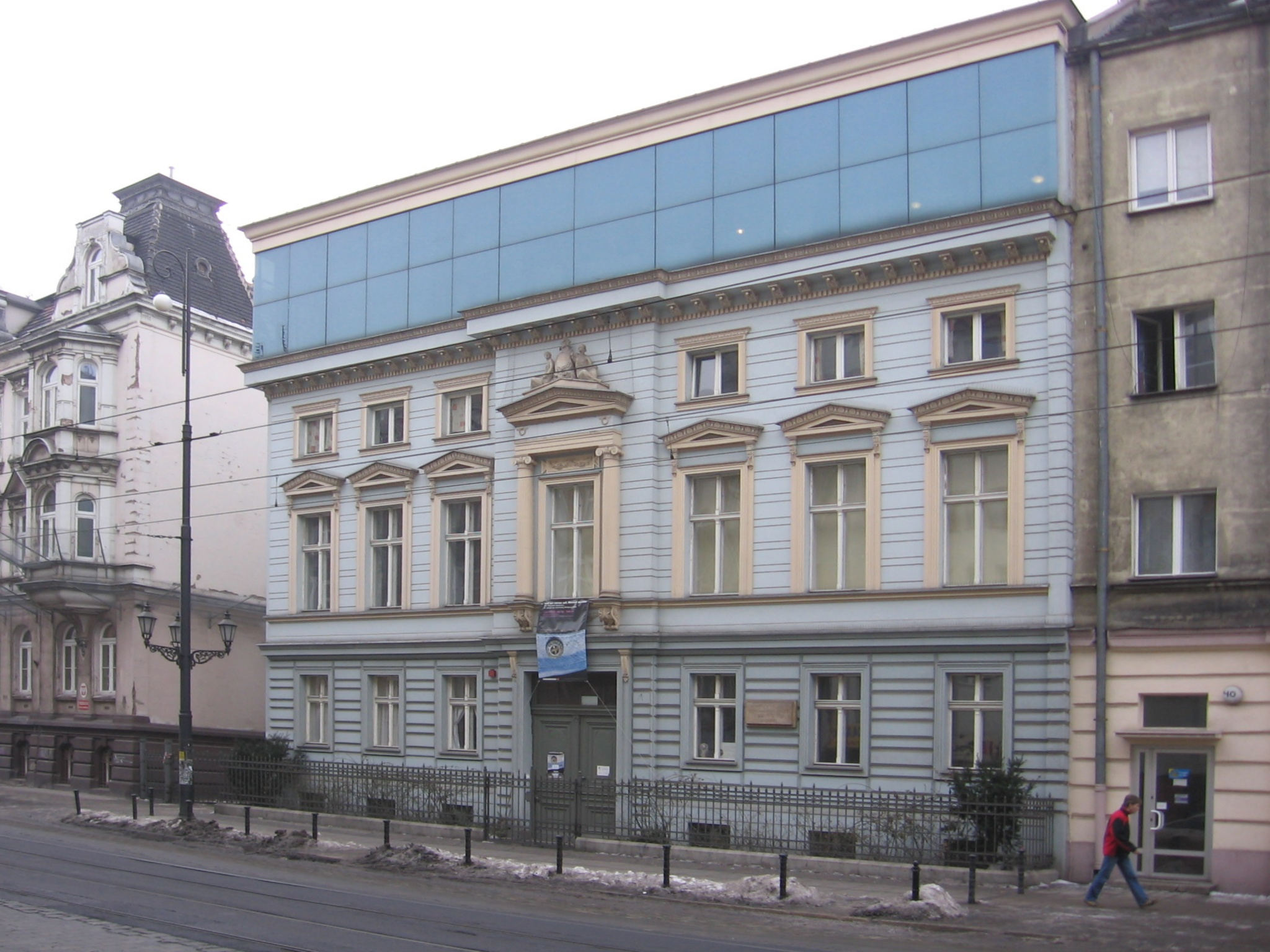
Casa de la familia de Edith Stein, ubicada en la calle Nowowiejska 38 (anteriormente, Michaelisstraße), Breslavia, Polonia

### Infancia y primeros estudios
Su padre, Siegfried Stein (1844-1893), era comerciante de maderas y tenía un aserradero.  Se casó el 2 de agosto de 1871 con Augusta Stein (1849-1936) y se instaló en Gliwice, en la Alta Silesia, donde nacieron sus seis primeros hermanos:  Paul (1872-1943, muerto en el campo de concentración de Theresienstadt), Selma (1873-1874), Else (1876-1954), Hedwig (1877-1880), Arno (1879-1948) y Ernst (1880-1882).
En 1882 la familia se instaló en la polaca Lublinitz, que formaba parte de la provincia de Silesia del Reino de Prusia, donde Siegfried fundó su primera empresa con la ayuda de su gran familia. Fue un periodo difícil durante el cual la ayuda familiar le permitió no sumirse en la miseria. Fue en esos momentos cuando vinieron al mundo los últimos hijos del matrimonio Stein: Elfriede (1881-1942, muerta en un campo de concentración), Rosa (1883-1942, muerta con Edith en Auschwitz), Richard (1884, nacido muerto) y Erna (1890-1978). A la muerte del padre, su viuda se ocupó del negocio.
Edith Stein nació en la ciudad alemana de Breslavia (hoy Wrocław, Polonia e históricamente, en alemán, Breslau) en el seno de una familia judía, el 12 de octubre de 1891, día del Yom Kipur, lo que hizo que fuera especialmente querida por su madre, judía practicante. Era la última de un total de once hijos. Su padre murió de una insolación cuando Edith no tenía todavía tres años. Su madre, mujer muy religiosa, debió hacerse entonces cargo de las necesidades de la familia y dirigir la empresa familiar. Esta difícil tarea requería una gran disciplina y trabajo, disciplina que Augusta Stein intentó transmitir a sus hijos, así como su fe judía. Edith Stein dijo que, ya que era la más pequeña de su familia, era la que, según la tradición judía liberal, podía hacer preguntas litúrgicas durante las fiestas judías, preguntas que daban lugar a una explicación más completa por parte del celebrante.
Edith Stein comenzó sus estudios en la escuela Victoria en 1896, año en que por primera vez se permitía en Prusia estudiar el bachillerato a las niñas. Ella se acomodó de forma rápida a la clase superior. Una compañera de clase dijo de ella: «su precocidad no tenía nada de sorprendente, fue agobiada por sus mayores, pero debido al orgullo irresistible que desarrolló y cuando la tensión podría llevar a las lágrimas y a la cólera, si no conseguía lo que quería o no era la primera, la mejor, no era tan positiva ... fue una excelente alumna». A partir de los trece años comenzó, siguiendo el Yom Kipur, a ayunar hasta la tarde. Conservó esta práctica, incluso cuando se fue de su familia y también cuando ya decidió no rezar más.
A partir de 1904 el Liceo empezó a admitir a chicas. Sin embargo, con la llegada a la adolescencia, Edith Stein se negó a ir a la escuela secundaria y pidió dejar sus estudios en 1906, a la edad de 15 años. Marchó a Hamburgo durante diez meses para ayudar a su hermana Elsa, que iba a tener un hijo. Esta fue la época en la que dejó de rezar: «con plena conciencia y en una libre  elección, dejé de rezar».
En septiembre de 1907 regresó a Breslau. Volvió a tener un gran deseo por el conocimiento y puso mucho brío en conseguirlo. Recuperó rápidamente su retraso y terminó la escuela secundaria en 1908. Durante este periodo Edith leyó y estudió mucho. Ella misma dijo más tarde que «estas lecturas literarias de la época me sirvieron para mi vida entera». Fue en esta época cuando comenzó a descubrir la filosofía, especialmente con la lectura de Friedrich Schiller, discípulo de Immanuel Kant.
Edith Stein se comprometió políticamente, pues se convirtió en un miembro de la sección local de la Asociación Prusiana por el Voto de las Mujeres. Apoyó, con su hermana Erna y sus amigas, el ala más radical del movimiento feminista en torno a Anita Augspurg, Helene Stöcker y Linda Gustava Heymann, el ala más radical en el sentido de que exigía la igualdad total entre hombres y mujeres.
Edith Stein obtuvo su título de bachillerato con éxito en 1911 y decidió seguir los estudios universitarios de filosofía.

### La filósofa

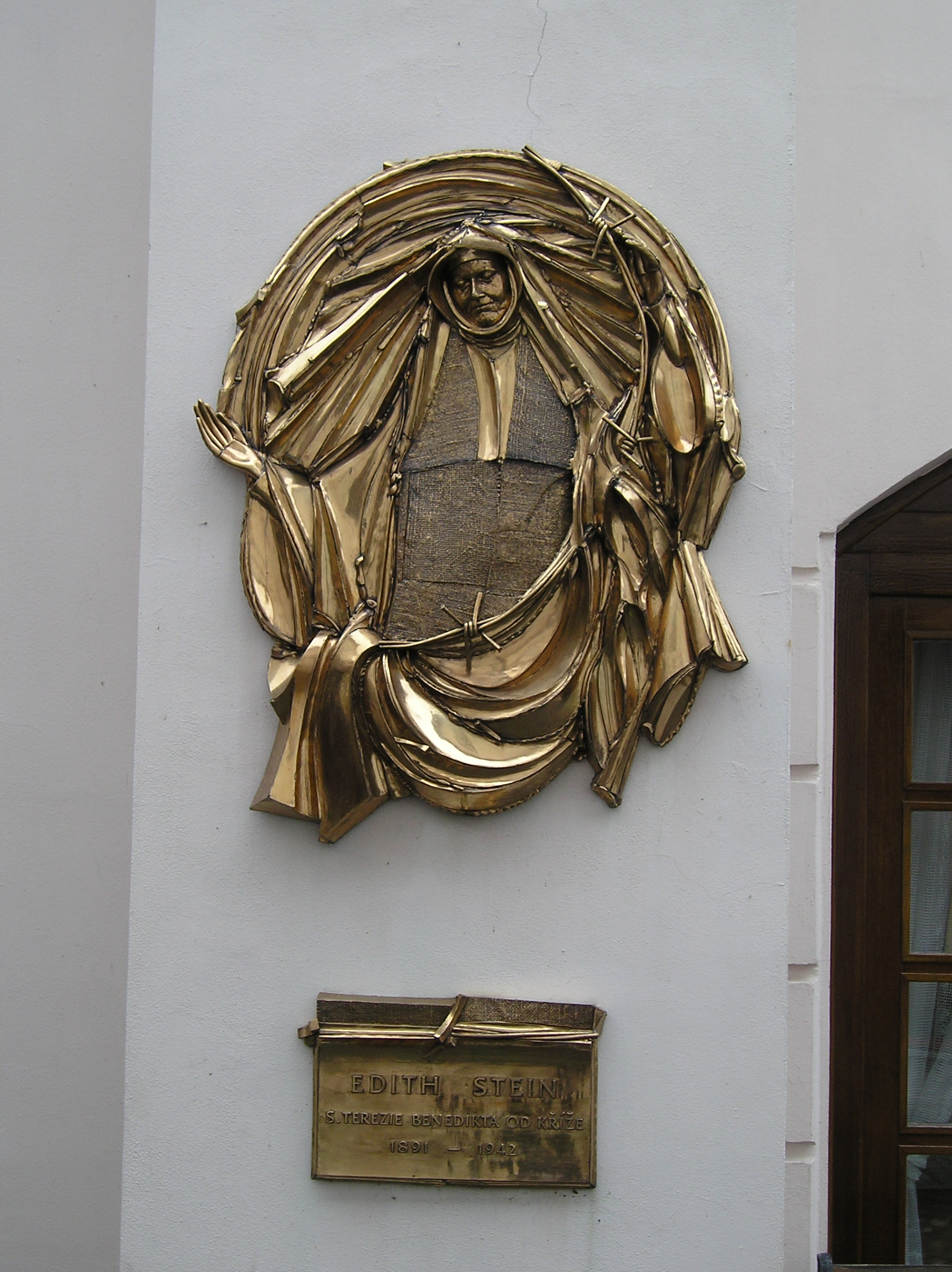
Placa conmemorativa de Edith Stein en Praga

#### Universidad de Breslau
Edith Stein estaba persuadida de que «estamos en la tierra para estar al servicio de la humanidad (...) Para hacerlo de la  mejor manera posible debemos hacer aquello por lo que nos inclinamos». A continuación comenzó sus estudios brillantemente en la Universidad de Breslau, ayudada por el dinero —varios miles de marcos— heredado de su abuela Johanna Stein. Edith decidió estudiar un gran número de asignaturas: los lenguajes indoeuropeos, alemán antiguo, la historia del teatro alemán, historia de Prusia y de Federico el Grande, historia de la Constitución inglesa, filosofía de la naturaleza,  introducción a la psicología y, finalmente, iniciación al griego. Edith Stein estudió con profundidad la historia y se consideraba «apasionada por los acontecimientos políticos del presente considerados como la historia del futuro». De este período de su vida provinieron los muchos ejemplos históricos que utilizó más adelante en sus conferencias. También estudió psicología con William Stern y la filosofía que enseñaba Richard Hönigswald. Fue durante la época de sus estudios de psicología cuando Edith se declaró agnóstica. Su amigo de estudios Georg Moskiewicz, que estudiaba psicología con ella, le habló en 1912 de la orientación filosófica nueva que representaba la fenomenología de Edmund Husserl. Decidió estudiarla y se sintió seducida por el procedimiento de reducción fenomenológica. Este descubrimiento fue el que la decidió a marchar a Gotinga.
En esta ciudad participó en dos asociaciones: la primera era la Asociación Humboldt de educación popular, que impartía cursos gratuitos de tutoría a trabajadores y empleados. También daba cursos de ortografía. La segunda era una asociación de mujeres cuyo nexo de unión era la igualdad de sexos y donde organizaba pequeños debates. Edith conoció en Breslau a Kaethe Scholz, una profesora que impartía cursos de filosofía a las mujeres. Su ejemplo inspiró a Edith Stein cuando fundó su Academia en 1920.

#### Estudios en Gotinga
En 1913 ingresó en la Universidad de Gotinga, donde estudió Germanistik und Geschichte (Germanística e Historia). Atraída por la fenomenología, se convirtió en discípula del célebre filósofo Edmund Husserl. En Friburgo, en 1917, aprobaron con la calificación summa cum laude su tesis doctoral Sobre el problema de la empatía, tema que le sugirió Max Scheler, con el que inició sus obras filosóficas. Posterior a su tesis vinieron los escritos Causalidad sintiente e Individuo y comunidad, en donde buscaba justificar filosóficamente la nueva psicología. La última obra correspondiente a su primer período fue Una investigación sobre el estado, culmen de su proyecto para elaborar una antropología fenomenológica que fuera del hombre singular a la persona como comunidad.
En la universidad siguió los cursos de filosofía de Leonard Nelson y del historiador Max Lehmann, alumno del historiador Leopold von Ranke, del que Edith se llamaba «la pequeña hija espiritual».
Dentro de esta primera etapa en su pensamiento filosófico sobresalió su obra Introducción a la filosofía. Si bien no pertenecía propiamente al ciclo de obras anteriores y es de difícil catalogación, es una obra sumamente original. En ella se descubren los principales problemas de la filosofía de la naturaleza: el movimiento, las nociones de tiempo y espacio o qué es un objeto material y físico. En sus diálogos con Immanuel Kant y con Husserl, en los que demostró profundos conocimientos de las ciencias difíciles de su época (física, biología, filosofía de la ciencia), Edith Stein estableció una diferencia fundamental entre los problemas de la naturaleza y los problemas de la subjetividad. A partir de la segunda etapa —encargada de estudiar la subjetividad—, formuló una antropología propiamente dicha y resaltó las características del hombre como la libertad, la conciencia y la capacidad reflexiva. En esta obra habló de las estructuras de la personalidad y empleó el escrito como preámbulo de una obra de su etapa posterior: La estructura de la persona humana, que es un curso que ella impartió en el Instituto de Pedagogía Científica en Münster, Westfalia (1932-1933).
Gracias a su amigo Georg Moskiewicz, Edith Stein fue aceptada en la Sociedad de Filosofía de Gotinga, que reunía a los principales miembros de la fenomenología naciente: Edmund Husserl, Adolf Reinach y Max Scheler, principalmente. Edith tuvo, a raíz de estos encuentros, una correspondencia personal y profunda con Roman Ingarden, Hans Lipps y Alexandre Koyré, entre los más importantes. Esto mismo hizo que más tarde conociese a Dietrich von Hildebrandt y, sobre todo, a Hedwig Conrad-Martius y Theodor Conrad, que se convirtieron en amigos muy cercanos.
Edith decidió en esa época prepararse para el «examen de estado», paso previo antes de la tesis. Siguió las conferencias de Max Scheler, que organizaba sus discursos a partir de su nuevo ensayo titulado El formalismo en la ética y la ética material de los valores, entre 1913 y 1916, en cuya lectura encontró Edith numerosas inspiraciones para sus trabajos sobre la empatía. A pesar de las grandes dificultades que tuvo, Edith siguió sus estudios con la ayuda de Reinach. Su examen estaba previsto para 1914.

#### Primera Guerra Mundial
Durante la Primera Guerra Mundial Edith Stein decidió regresar a Breslau. De inmediato se puso a servir y ayudar de la mejor manera que pudiera. Hizo frecuentes cursos de auxiliar de enfermería y trabajó en un hospital austríaco. Para ella fueron tiempos muy difíciles. El hospital donde servía fue cerrado en 1916 y Stein reanudó sus estudios filosóficos con Husserl y obtuvo el doctorado en la Universidad de Friburgo.
Stein escribió: «cuando la guerra se acabe, si aún vivo, podré pensar de nuevo en mis ocupaciones personales». Volvió a Gotinga para hacer su «examen de estado»; aprobó el examen a principios de enero y obtuvo el diploma con la calificación de «muy bien».
Tras su examen se enroló de nuevo en la Cruz Roja y la enviaron al hospital militar de Mährish-Weisskirchen, en Austria. Se ocupó de los enfermos con enfermedades infecciosas, trabajó en la sala de operaciones, vio a los hombres que morían muy jóvenes, de todas partes de Europa del Este. Esta experiencia la marcó profundamente. Es un tipo de experiencia práctica de la empatía: ¿cómo comunicarse con los hombres cuyo lenguaje le era poco conocido?. Obtuvo la Medalla al Valor por su dedicación. Agotada, le aconsejaron que se fuera a su casa y no la llamaron más.

#### Tesis de filosofía

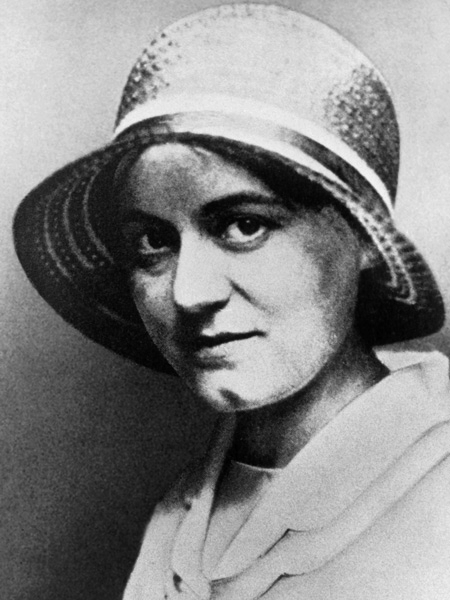
Edith Stein en 1920

A continuación, Stein decidió dedicarse seriamente a su tesis. En aquellos momentos formaba parte del círculo íntimo de sus maestros. Su amigo Reinach se convirtió al protestantismo durante la guerra, se bautizó el 9 de abril de 1916 y Edith Stein se acercó cada vez más a personas cristianas en el círculo de los filósofos.
Stein continuó con su tesis mientras era profesora sustituta en Breslau. Decidió seguir a Edmund Husserl hasta Friburgo, donde fue una de las primeras mujeres que obtuvieron la calificación de summa cum laude en su tesis en 1917 con el apoyo de Husserl. La tesis se titulaba Sobre el problema de la empatía, que  definía como «una experiencia sui generis, la experiencia de estados de conciencia de otros, en general,(...) La experiencia que un yo en general tiene de otro yo semejante a este». Sus trabajos entusiasmaron a Husserl, que tuvo la impresión de que ella anticipaba una parte de sus Ideas. Edith se veía con frecuencia con el estudiante polaco Roman Ingarden, con el que tuvo devaneos amorosos.

#### Colaboración con Husserl
Stein se convirtió enseguida en la asistente de Husserl y le ofreció sus servicios después de aprobar su tesis en 1917. Aprendió estenografía para poder leer las notas de Husserl. Dio cursos de iniciación al pensamiento filosófico y sintetizó los tomos 2 y 3 de Ideas directrices de una fenomenología y una filosofía fenomenológica pura.
Su investigación filosófica se centró en la persona humana, las relaciones interpersonales, las comunidades de pertenencia, como Estado, pueblo, grupo étnico, religioso, etc. Hizo hincapié en el sentido de los valores, la libertad, el rechazo del totalitarismo. A lo largo de estos años de investigación, Stein intentó sintetizar con sus propios apuntes el conjunto del pensamiento de Husserl. Revisó este libro durante toda su vida. Se publicó en 1991 bajo el título Introducción a la filosofía.
Edmund Husserl escribió sobre Edith Stein: «el gran estilo que preside la elaboración de estas aportaciones, el carácter científico riguroso y la finura que ha mostrado en ellos merece el máximo reconocimiento». Sin embargo, Husserl se negó a someter a Edith Stein a la habilitación universitaria, lo que no le impidió ser titular de una cátedra. Su oposición parecía estar basada en el temor de que este proceso podía fallar en la medida en que aún no había mujeres que fuesen titulares de la Cátedra de Filosofía en Alemania. Además, como muchos de los muchos profesores judíos, Husserl se encontraba en una posición difícil.
Edith Stein estaba muy afectada por la muerte en el frente de su amigo Reinach. «Heredó» sus notas filosóficas, donde Reinach trataba de comprender su propia evolución religiosa. Ella misma puso orden en sus notas y las dio a conocer.
La propia Edith redactó a partir de estas notas de Husserl la obra Lecciones de fenomenologia de la conciencia interna del tiempo, obra que editó Martin Heidegger en 1928. Este último no mencionó correctamente la contribución de Edith Stein.

### Conversión y compromisos

#### Compromiso político
Edith Stein se interesó mucho por las cuestiones que concernían a las mujeres. Trabajó por el derecho al voto de la mujer, que se obtuvo en 1919 en Alemania. Militó en la organización Asociación Prusiana por el Derecho de las Mujeres al Voto». Hacia 1905 escribió: 'Los alemanes conservadores odian a los judíos social-demócratas'; la socialdemocracia rusa tenía entonces dos 'corrientes': bolcheviques y mencheviques, más adelante, Edith propuso: 'La realidad comunista: cada uno para todos. La realidad anarquista. todos contra todos. La realidad atómica: cada uno para sí'. 
En 1919 se afilió al Partido Demócrata Alemán (DDP), un partido de centro-izquierda que acogía a las feministas así como a las personalidades judías. Aunque en su juventud decía ser sensible al ideal prusiano se volvió cada vez más crítica con el militarismo de Prusia y el antisemitismo que había en el ambiente. Edith escribió en 1919: «de todos modos, nosotros (los judíos) no podemos esperar ninguna simpatía de la derecha». Comentó a su amigo polaco Roman Ingarden «el terrible antisemitismo que reina aquí». La gran idealista se decantó progresivamente por la realidad de la política. Más tarde escribió: «joven estudiante, yo era una feminista radical. Después esta cuestión perdió interés en mí. Ahora estoy buscando soluciones puramente objetivas».
Siguió sintiéndose europea, negó el triunfalismo prusiano sobre el Sedán y escribió acerca de la carnicería de la Primera Guerra Mundial: «solo dos cosas me mantienen despierta la curiosidad: la curiosidad para ver lo que va a salir de Europa, y la esperanza de aportar mi contribución en la filosofía». En sus cartas de los años 1930 escribió sobre los autores polacos y del francés Romain Rolland, al que apreciaba, y se negó a ver que la comunidad humana se desgarrase debido a un nacionalismo exacerbado. Esto es, sin duda, el origen común de su feminismo, así como de su pacifismo. Comentó asimismo que tuvo discusiones acaloradas acerca de estos temas en el seno de su partido.
Edith Stein fue la primera mujer que recibió el doctorado en Filosofía del más eminente filósofo de su tiempo, Edmund Husserl, y la primera que pidió oficialmente que las mujeres pudieran obtener la categoría de «profesorado». Durante los años 1918 y 1919 publicó El individuo y la comunidad bajo el título de Contribuciones a un fundamento filosófico de la psicología y de las ciencias humanas, se alejó de las ideas de Husserl y recordó la religión. Frente a las discriminaciones sufridas acerca de su habilitación escribió al Ministro de Cultura alemán, que le dio la razón, pues afirmaba la posibilidad de que una mujer pudiera ser profesor de universidad. Sin embargo, a pesar de todos sus esfuerzos, tuvo que refugiarse en Kiel, Hamburgo y Gotinga. Frente a esta oposición fundó una academia privada que llegó a tener treinta alumnos, entre ellos al futuro sociólogo Norbert Elias. Continuó con sus reflexiones, que expuso en la publicación de Estudio sobre el Estado, en el que se describían los conceptos de persona, comunidad, pueblo y estado. Se opuso a la ideología del nacional-socialismo alemán, así como a las ideologías marxistas.
Edith observó al final de su vida los progresos realizados en relación con los derechos de la mujer, así como los cambios de mentalidad, y escribió un nuevo libro, Formación de la mujer y profesión de la mujer, donde explicaba que «las jóvenes aprueban ahora el bachillerato y se inscriben en la universidad pero ignoran lo que se tardó en reuniones, resoluciones, peticiones escritas al Reichstag o Staatsregierungen para que se abriesen a las mujeres en 1901 las puertas de la universidad alemana».

#### Encuentro con Cristo

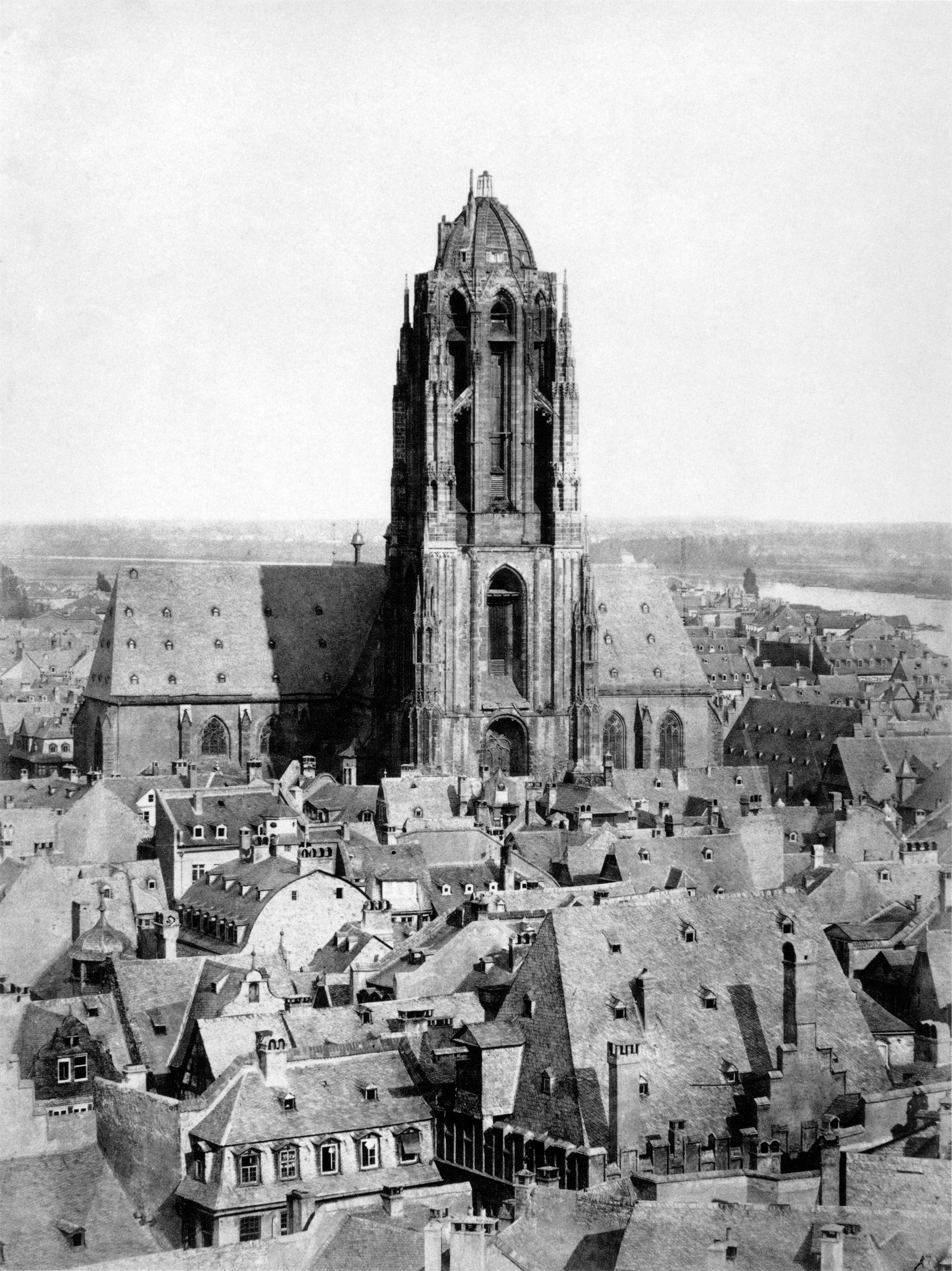
Catedral de Fráncfort en 1866

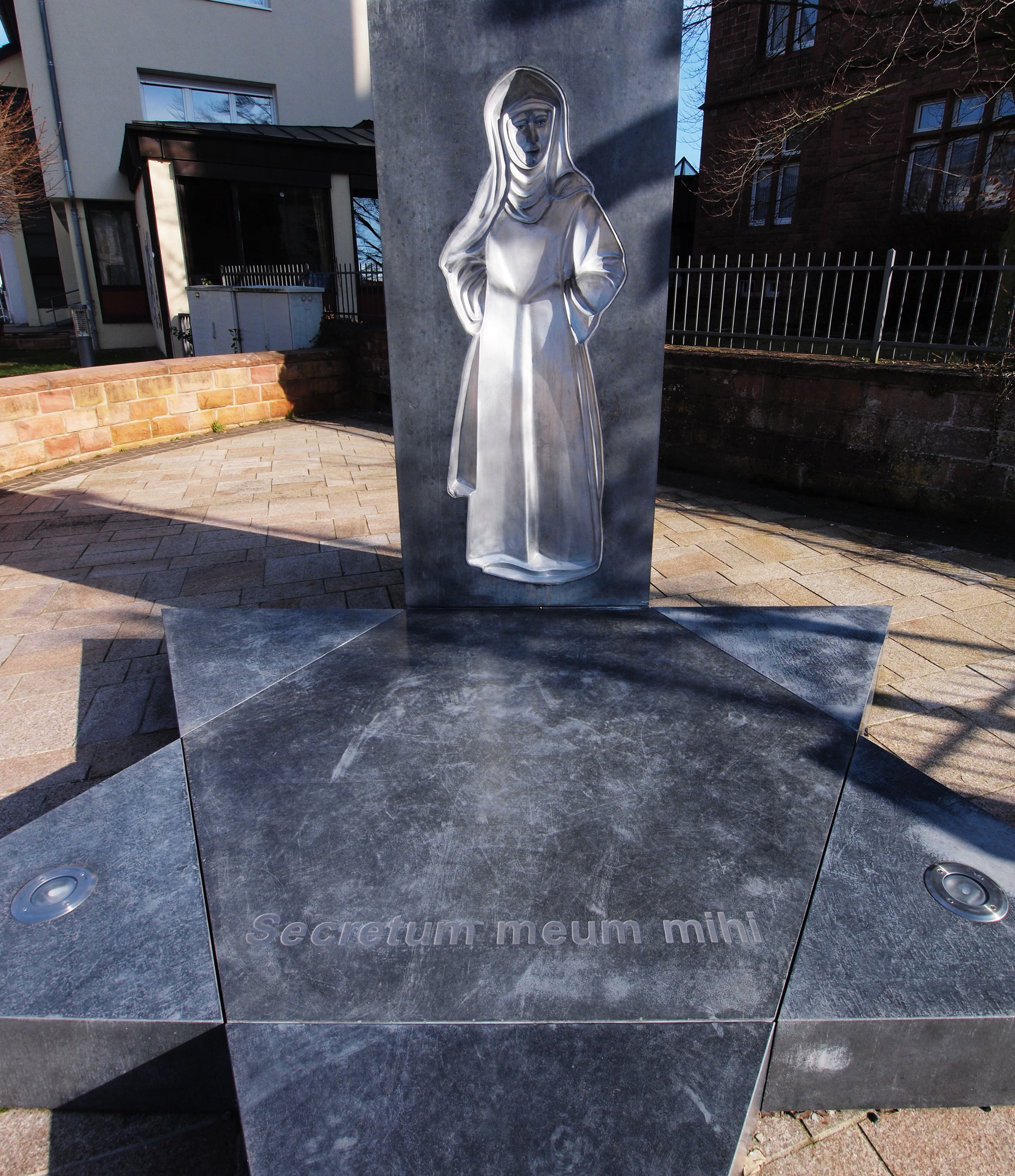
Monumento en Bad Bergzabern, donde Edith Stein se bautizó

La conversión de Edith Stein estuvo precedida de una larga búsqueda intelectual y espiritual que se extendió desde 1916 a 1921. A lo largo de ese periodo leyó y estudió los Ejercicios espirituales de san Ignacio de Loyola, la Escuela del cristianismo de Kierkegaard y las Confesiones de san Agustín. La primera etapa de su conversión fue una experiencia de cambio durante una visita a la catedral de Fráncfort, donde conoció a una mujer que venía del mercado para hacer una corta oración, como una visita, y que luego se fue. Stein lo explicaba así: 

«Para mí fue algo bastante nuevo. En las sinagogas y templos que yo conocía, íbamos allí para la celebración de un oficio. Aquí, en medio de los asuntos diarios, alguien entró en una iglesia como para un intercambio confidencial. Esto no lo podré olvidar jamás».

En esta época Edith quedó profundamente impresionada por la muerte en el frente de su amigo Adolf Reinach, pero fue la actitud de su viuda Pauline la que constituyó, según afirmaría, el elemento más importante y crucial. Pauline Reinach, que fue después monja benedictina, creía en la vida eterna y encontró un consuelo y un ánimo fortalecido en su fe en Jesús. A través de esta experiencia descubrió la existencia de un amor sobrenatural. La propia Edith afirmaría más adelante que «la causa decisiva de su conversión al cristianismo fue la manera en que su amiga aceptó por la fuerza del misterio de la cruz el sacrificio que se le impuso debido a la muerte de su marido».
En el círculo de los fenomenólogos fueron muchas las conversiones al cristianismo, como sus amigos Adolf y Pauline Reinach, F. Hamburger y H. Conrad, principalmente y, en agosto de 1921, Edith Stein se decidió definitivamente por la fe católica. Entre el 27 de mayo y el 3 de agosto, durante una estancia en Bad Bergzabern en casa de sus amigos Theodor y Hedwig Conrad-Martius, leyó o releyó un libro de despedida que encontró en la biblioteca de los Reinach: la autobiografía de santa Teresa de Jesús. Más allá de la comprensión y del análisis de los conceptos expuestos, Edith hizo una lectura «sapiencial», es decir, que leyó La Vida como una revelación de una persona dirigida a otra persona. Este episodio es la culminación de su larga búsqueda de la verdad, pero no dejó de considerarlo como una especie de fracaso personal, como fundamentalmente irreligioso. Según la propia Edith —que lo confesaría después— esta obra fue determinante para su conversión definitiva al catolicismo. Edith recibió el bautismo en el seno de la Iglesia católica el 1 de enero de 1922 y tomó los nombres de Edith, Teresa —el mismo que santa Teresa— y Hedwig, nombre de su madrina Hedwig Conrad-Martius. El 2 de febrero del mismo año recibió la primera comunión y la confirmación de manos de Ludwig Sebastian, obispo de la diócesis de Espira. Edith dijo más tarde que: «se puede tener consciencia de la verdad, sin aceptarla, rehusando meterse en su terreno».
A partir de ese momento quiso ser carmelita. Anunciar su conversión a su madre le resultaba muy difícil y ella misma dijo: «en cuanto a mi madre, mi conversión fue la pena más pesada que tuve que soportar».

#### Conferencias
Después de su bautismo Edith quería entrar en la Orden del Carmelo pero su director espiritual, el vicario general de Espira, se lo desaconsejó y le pidió que enseñara alemán e historia en el instituto y en la escuela normal femenina del convento de las dominicas de la Magdalena de Espira, lo cual hizo desde 1922 hasta 1933. Era un gran centro de formación de profesores católicos, religiosos y laicos, de Alemania del sur. Edith Stein se sumergió en la enseñanza mientras que trataba de vivir sus días como los religiosos, orando con regularidad y tratando de ser religiosa según el corazón. Quiso ser, según sus palabras: «religiosa según el corazón, incluso si no llevo el velo y no estoy obligada por la clausura ni por los votos». Decidió traducir al alemán, en su tiempo libre, las obras de John Henry Newman, anglicano convertido al catolicismo. Continuó con su traducción para una editorial interesada en el trabajo de Newman. Stein comentó al respecto que «ponerse en contacto cercano, como el que da la traducción, con un espíritu como el de Newman es  maravilloso para mí. Toda su vida ha sido una constante búsqueda de la verdad en la religión».
Edith siguió su trabajo de traducción animada por su director espiritual, Erich Przywara, con el de traducir por primera vez los escritos de santo Tomás del latín al alemán, incluidas las Quaestiones disputatae de veritate. La Iglesia católica tenía incluida desde 1879 en la encíclica Aeterni Patris, publicada por el papa León XIII el 4 de agosto de 1879, la filosofía de santo Tomás de Aquino como doctrina oficial de su teología y Edith Stein intuyó la idea de «discusión entre la filosofía tradicional católica y la filosofía moderna». Este trabajo tuvo una duración de más de ocho años y la condujo a los siguientes escritos: Las cuestiones de santo Tomás de Aquino sobre la verdad, La fenomenología de Husserl y la filosofía de Santo Tomás de Aquino, Ensayo de estudios comparados, Potencia y acto y Ser finito y Ser eterno. El padre Erich Przywara la alentó a confrontar a santo Tomás de Aquino y la filosofía moderna. La propia Edith dijo a propósito de estos estudios: «se me ocurrió después de leer a santo Tomás que era posible poner el conocimiento al servicio de Dios y fue entonces, y solamente entonces, cuando me atreví a reanudar mi trabajo en serio. Parecía que, de hecho, cuanto más una persona se siente atraída hacia Dios, más se tiene que salir de sí misma para ir al mundo llevando el amor divino».
A partir de 1926 le pidieron que impartiese conferencias. Esto fue el comienzo de una serie de ellas que la llevó a dar más de treinta en toda Alemania. El abad Raphael Walzer de la abadía de Beuron —su director espiritual a partir de 1928— y el padre Przywara la alentaron a responder de manera afirmativa a estas invitaciones. Comenzó a dar conferencias haciendo largos viajes por Alemania y otros países. Muchas de sus enseñanzas versaban sobre el lugar de la mujer en la sociedad y en la Iglesia, en la formación de los jóvenes y la antropología. Definitivamente tomó una posición contra el nazismo e hizo una llamada acerca de la dignidad de cada ser humano.
Durante estas conferencias decía que en la educación no se puede lograr todo por la fuerza sino que debe pasar por el respeto de cada individuo y por la gracia. Por lo tanto, advirtió contra la vigilancia a los alumnos y demostró el papel ejemplar del maestro en la educación, más que los medios coercitivos.
Su director espiritual la animó a seguir con sus trabajos, precisamente por su estatuto de laica, hecho raro en aquella época. Edith tomó parte en el diálogo entre católicos y protestantes en el seno de la educación. Edith Stein obtuvo una reputación considerable durante una conferencia en 1930 sobre La ética de las profesiones femeninas. Solo una mujer había tomado la palabra en el Congreso y hablaba de puestos de trabajo de las mujeres y rechazaba la misoginia del tiempo diciendo que «ninguna mujer es solamente una mujer, cada una tiene rasgos individuales y disposiciones específicas, como el hombre, por la capacidad de ejercer tal o cual profesión en el mundo artístico, científico o técnico». Las actas de la conferencia se publicaron en numerosos periódicos de la época. Durante una de estas conferencias discutió con Gertrud von Le Fort, su amiga poetisa. En la Position, Gertrud von Le Fort incluso llegó a afirmar —pero de memoria cuarenta años más tarde— que estuvo en contacto con Edith Stein durante los años 1925 y 1926 por medio del padre Przywara. De este encuentro nació la inspiración de la obra La dernière à l'échafaud, en la que Georges Bernanos se inspiró para escribir Diálogos de carmelitas. En 1932 continuó sus conferencias, en las que solicitaba una educación precoz sobre la sexualidad.
Edith Stein continuó paralelamente sus estudios de filosofía y fue alentada por Martin Heidegger y Raimund Honecker a seguir en la búsqueda del diálogo entre la filosofía tomista y la filosofía fenomenológica. En 1931 terminó sus trabajos en Espira e intentó de nuevo obtener la habilitación para enseñar libremente en Breslau y Friburgo, pero no lo consiguió. Edith encontró un puesto en el instituto de ciencias pedagógicas de Münster, dirigido a la enseñanza católica, que fue cerrado por el régimen nazi algunos años más tarde. Participó en septiembre de 1932 en una conferencia en Juvisy-sur-Orge, en Francia, organizada por la Sociedad Tomista, donde habló principalmente de la fenomenología. Edith continuó los diálogos con sus amigos filósofos, como Hans Lipps, quien le propuso matrimonio en 1932, petición que Edith rehusó porque ya había encontrado «otro camino».
Edith Stein fue desvinculándose progresivamente de Edmund Husserl, ya que estaba en desacuerdo con él en cuanto al rol de la teología y de la filosofía. Consideraba que la filosofía tenía por objetivo «profundizar en las necesidades y posibilidades del ser», debido a su función de conocimiento. La filosofía de Husserl le parecía un callejón sin salida, ya que no proporcionaba acceso a las cuestiones de ética y filosofía de la religión, no permitiendo un «lugar para Dios». La teología y la filosofía «no deben competir sino complementarse y enriquecerse mutuamente». La teología podía, efectivamente, según Edith, servir de hipótesis permanente al logos. También criticó el hecho de que la filosofía de Husserl omitía siglos de búsqueda cristiana de la verdad teniendo en cuenta solo los filósofos recientes. Esta crítica la continuó mediante el análisis de la obra de Martin Heidegger. Aducía la ignorancia de la filosofía medieval en su análisis y ella le reprochó el «retroceder ante el infinito sin que nada de lo finito o lo finito como tal sea palpable».
Poco después de la toma del poder por los nazis, las leyes alemanas prohibieron que las mujeres enseñasen en las universidades, así como los judíos. Sin embargo, incluso cuando a ella misma le prohibieron la enseñanza en 1933, la Asociación de Maestros Católicos siguió pagándole una beca. Edith Stein se opuso activamente al nazismo y percibió el peligro muy pronto. Cuando le prohibieron dar clases debido a la llegada de Adolf Hitler al poder decidió escribir al papa Pío XI para solicitarle una clara postura de la Iglesia en contra de lo que ella llamaba «la idolatría de raza». Esto no se llevó a cabo a causa de la muerte de Pío XI, muerte que dejó incompleta la encíclica Humani generis Unitas que condenaba el antisemitismo y que había comenzado en mayo de 1938. Algunos creen que la carta de Edith Stein pudo tener alguna influencia en el origen de esta encíclica. La condena del nazismo por la Iglesia católica tuvo lugar a través de la encíclica Mit brennender Sorge del papa Pío XI sobre la situación de la Iglesia en la Alemania nazi, publicada el 14 de marzo de 1937. Dado que Stein no podía hablar en público debido a las leyes antisemitas pidió al abad Walzer de Beuron entrar en el Carmelo.
Después de una conversación con un religioso, Stein decidió escribir un libro sobre la «humanidad judía» para ordenar sus pensamientos y lo escribió bajo el título La vida de una familia judía, que cuenta la historia de su familia en un intento de destruir el prejuicio antisemita. Este relato autobiográfico se detiene en 1916, poco antes de su conversión. En la fiesta de santa Teresa de Ávila, el 15 de octubre de 1933, finalmente vio cumplido su sueño: Edith entró en el monasterio.

### Vida religiosa

#### La elección del Carmelo

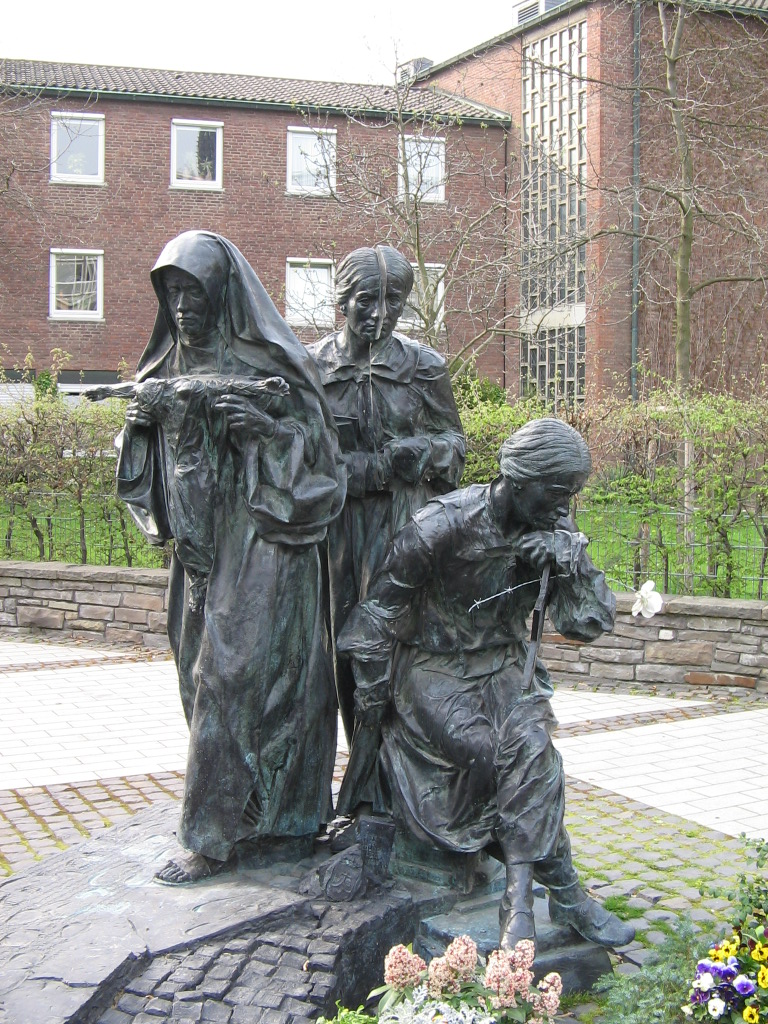
Estatua conmemorativa del paso de Edith Stein por Colonia

La elección del Carmelo puede tener varias explicaciones. La primera razón es la lectura de los místicos del Carmelo a raíz de los movimientos de los fenomenólogos de 1917. Es el testimonio de una conversación que tuvo lugar hacia 1918: en un periodo de dudas y dificultades, Philomène Steiger (1896-1985), una amiga suya católica, le habló de la misión del profeta Elías, que lo definía como el verdadero fundador del Carmelo, que busca en la soledad la unión con Dios. En esta época Edith Stein ya conocía los escritos del Carmelo. La segunda razón, la más importante, es su admiración por Teresa de Ávila y sus obras, que la llevaron al conocimiento de Cristo. Después de leer su biografía había tomado la decisión de ser católica y de entrar un día en el Carmelo, con la finalidad de «renunciar a todas las cosas de la tierra y viven solo en el pensamiento de lo divino» pues, como ella misma dijo, descubrir que la vocación carmelita, lejos de ser un escape de lo «terrestre» es, al contrario, una forma concreta de encarnar un «gran amor».

#### Entrada en el Carmelo de Colonia
En 1933, privada como judía del derecho a hablar públicamente, pidió ingresar en el Carmelo, a pesar de sus 41 años. Fue admitida en el Carmelo de Colonia. Tomó los hábitos el día 15 de abril de 1934 y recibió el nombre de Teresa Benedicta de la Cruz. Sus superioras la animaron a reanudar sus trabajos filosóficos. En la Pascua del 21 de abril de 1935, Edith Stein hizo sus votos temporales. Stein tenía permiso para continuar sus estudios sobre Potencia y acto, un proyecto de estudio filosófico que continuó hasta 1939. Su trabajo le condujo a revisar exhaustivamente el proyecto, cambió el nombre anterior a Ser finito y ser eterno. Estos escritos pueden considerarse como su obra maestra. Estableció un camino de la búsqueda de Dios, que pasa por una búsqueda del autoconocimiento. Todo este trabajo no pudo publicarse a causa de las leyes antijudías del Tercer Reich. Renovó sus votos temporales el 14 de septiembre de 1936. Durante la ceremonia, Stein afirmó: «cuando llegó mi turno para renovar mis votos, sentí que mi madre estaba cerca de mí, he experimentado claramente que estaba cerca de mí». Edith Stein se enteró unos días más tarde que su madre había muerto en aquel mismo momento, lo que para ella fue un profundo consuelo.
El 21 de abril de 1938 Stein prometió los votos definitivos como carmelita. Ante el peligro de las leyes nazis, sor Teresa Benedicta de la Cruz pidió autorización para partir al Carmelo de Echt en los Países Bajos, el 31 de diciembre de 1938. El 9 de junio de 1939 Edith Stein escribió su testamento, que —según Eduardo de la Hera— podría interpretarse como un presentimiento de su muerte. El 1 de julio de ese año, su hermana Rosa —también convertida al catolicismo— llegó al mismo Carmelo de Echt y profesó como terciaria carmelita. No había conseguido antes alojamiento en otro convento en Austria, por lo que pudo acompañar a Stein casi hasta la muerte.

#### Carmelo de Echt
El 31 de diciembre de 1938 fue enviada al Carmelo de Echt en los Países Bajos. Las carmelitas de Colonia supusieron que, siendo los Países Bajos un país neutral y de refugiados políticos, Stein podría vivir allí segura. Edith Stein llegó al Carmelo de Echt, pero se había registrado en las oficinas de las autoridades de inmigración neerlandesas como judía. Estaba cada vez más preocupada por la suerte de sus amigos y su familia judía. Continuó con su trabajo, pero le pidió a su superiora «ofrecerse en sacrificio al Sagrado Corazón de Jesús por la verdadera paz». El 9 de junio de 1939 redactó su testamento, en el cual «imploraba al Señor que le quitara la vida» por la paz del mundo y la salvación de los judíos. La anexión de los Países Bajos por la Alemania nazi llevó a una situación cada vez más difícil a Edith Stein, sujeta a un estatuto especial a causa de su origen judío. Sin embargo, sor Teresa Benedicta de la Cruz siguió escribiendo de acuerdo con los deseos de sus superioras. Por ello fue descargada de sus trabajos manuales a principios de 1941. Para celebrar el cuarto centenario del nacimiento de san Juan de la Cruz, la hermana Teresa Benedicta de la Cruz empezó a estudiar su teología mística.
Stein había preparado la redacción de esta gran obra con un breve ensayo sobre la teología simbólica del Pseudo Dionisio Areopagita, una de las fuentes del pensamiento de san Juan de la Cruz. Trató de comprender en forma retrospectiva cómo algunos se las arreglaban para descubrir mejor a Dios a través de la creación, la Biblia y las experiencias de la vida, mientras que para otros estos mismos elementos permanecían completamente ocultos. Tituló su trabajo acerca de san Juan de la Cruz Scientia Crucis (La ciencia de la cruz). Hizo una síntesis del pensamiento del Carmelo español con su propio estudio sobre la persona humana, la libertad y la interioridad. Contrariamente a lo que se dijo, los últimos estudios grafológicos y literarios mostraban que el trabajo estaba terminado en el momento de la detención de Edith Stein. Es una síntesis de su trayectoria intelectual y espiritual. A través de la experiencia de san Juan de la Cruz, trata de encontrar las «leyes» generales del camino que puede seguir la interioridad humana para alcanzar el reino de la libertad: cómo lograr en sí mismo el punto central donde cada uno puede decidir con plena libertad. Sin embargo, Edith Stein intentó salir de Holanda para ir a un Carmelo en Suiza y vivir su fe sin la amenaza de los nazis, pero sus esfuerzos no tuvieron éxito debido a que se le negó el derecho a emigrar. Ella misma escribió en junio de 1942: «durante meses, pongo mi corazón en un pedazo de papel con las palabras de Cristo: "cuando os persigan en una ciudad, huid a otra"».

## Detención y muerte durante el Holocausto

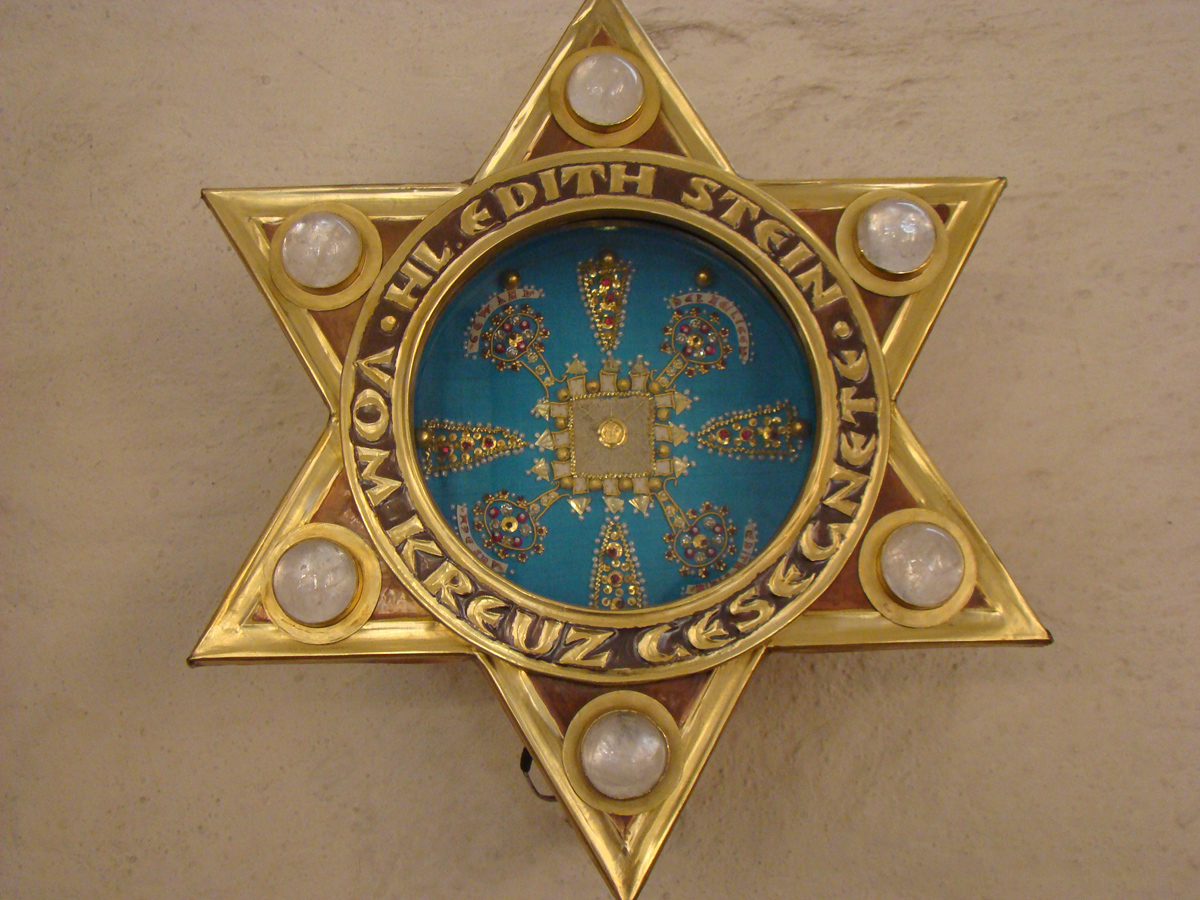
Reliquia del hábito de Edith Stein en la catedral de Espira

El 10 de mayo de 1940, las tropas de Hitler iniciaron la ocupación de los Países Bajos, cuyo gobierno capituló el 14 del mismo mes. Fue entonces cuando se estudió la posibilidad de trasladar a Edith Stein y a su hermana Rosa al Carmelo de Le Pâquier en Suiza. Stein escribió:

Una scientia crucis —ciencia de la cruz— solo se puede adquirir si se llega a experimentar a fondo la cruz.
Edith Stein

El 13 de enero de 1941 los obispos neerlandeses publicaron una carta pastoral en la que se mostraron contrarios a que los católicos pertenecieran al partido nazi. El 1 de septiembre entró en vigor un nuevo decreto nacionalsocialista con carácter policial por el cual todos los judíos de seis años o más, localizados en territorio alemán o bajo su dominio, debían aparecer en público llevando una insignia amarilla con la apariencia de una estrella de David y la palabra Jude —«judío» en idioma alemán—  en su centro, cosida firmemente en la parte delantera izquierda de sus prendas. Edith y su hermana supieron de la medida en Maastricht y debieron adoptar esa insignia. Stein se abocó a escribir y, en el mes de noviembre, redactó una de sus obras más famosas, Ciencia de la cruz.
Dado el aumento del antisemitismo en los Países Bajos, los obispos neerlandeses decidieron, en contra del consejo de los mandatarios del país, condenar los actos antisemitas mediante la lectura durante la homilía de una carta pastoral en las iglesias el día 26 de julio de 1942. A raíz de esta carta, cuatro días después se publicó un decreto que mandaba arrestar a «los judíos de religión católica». En abril de ese mismo año, Stein y su hermana Rosa fueron «fichadas» por la Gestapo como represalia de los nazis a la misión pastoral de los obispos neerlandeses que se posicionaron en contra de la deportación de judíos; Edith Stein y su hermana fueron arrestadas el día 2 de agosto de 1942 por la Gestapo y llevadas con otros religiosos y religiosas al campo de concentración de Amersfoort y, días más tarde, al de Westerbork (Países Bajos).
Allí encontró a dos amigas e «hijas» espirituales, dos jóvenes judías que se habían convertido al catolicismo, Ruth Kantorowicz y Alice Reis. En el campo de Westerbork se encontró con otra gran mística judía del siglo XX, Etty Hillesum, que acababa de ser reclutada por el Consejo Judío del campamento para ayudar a confeccionar un registro. Esta última registró en su Diario la presencia de una monja carmelita con una estrella amarilla y de todo un grupo de hombres y mujeres religiosos que se reunían para rezar frente al siniestro decorado de los barracones.
Posteriormente fue enviada al campo de exterminio nazi de Auschwitz, en Polonia. La ubicaron en el barracón 36 y fue marcada con el n.º 44 074. Llevaron a un grupo, entre los que se encontraba Edith Stein, a un barracón «para ducharse», pero en realidad fueron gaseados con ácido cianhídrico. Según la lista 34 del Boletín Oficial del Ministerio de Justicia neerlandés publicado el 16 de febrero de 1950, Edith Teresa Hedwig Stein murió el 9 de agosto de 1942. Murió como mártir de la fe católica a los 51 años de edad. La lista 86 del mismo boletín publicada el 4 de mayo de 1950 dató con idéntica fecha la muerte de su hermana Rosa. Los restos de la incineración de Edith Stein fueron arrojados en un campo cercano, pero se desconoce la ubicación exacta. Actualmente este lugar tiene hincadas gran cantidad de cruces que llevaban los peregrinos a ese lugar. Edith Stein fue una mujer culta y de gran inteligencia y ha dejado numerosos escritos doctrinales de gran relieve y profunda espiritualidad.

## Reconocimiento póstumo

### Beatificación y canonización
En 1962 se inició su proceso de beatificación, que culminó el 1 de mayo de 1987, cuando fue beatificada por Juan Pablo II en Colonia. Teresa Benedicta de la Cruz era considerada por el catolicismo como una mujer hija de Israel, mártir por la fe en Cristo y víctima del exterminio judío, asesinada ex odio fidei —por odio a su fe católica—. Con su beatificación en la catedral de Colonia la Iglesia católica honraba, como dijo el papa Juan Pablo II, «una hija de Israel, que durante las persecuciones de los nazis permaneció unida en la fe y el amor al Señor Crucificado, Jesucristo, como católica, y con su pueblo como una judía». En su homilía, Juan Pablo II mostró  el importante reconocimiento del pueblo judío y de la tradición hebraica en la vida de Edith Stein. El papa Juan Pablo II canonizó a la judía, filósofa, monja, mártir y beata, Teresa Benedicta de la Cruz de la Orden del Carmelo Descalzo, el 11 de octubre de 1998 en la basílica de San Pedro en Roma. Posteriormente fue proclamada copatrona de Europa el 1 de octubre de 1999.
El día 11 de octubre de 2006, el papa Benedicto XVI bendijo una gran estatua de santa Teresa Benedicta de la Cruz situada en la parte exterior del ábside de la basílica de San Pedro, en un nicho situado entre los patronos de Europa. Benedicto XVI también citó el ejemplo de Edith Stein en su discurso durante su visita a Auschwitz el 28 de mayo de 2006 indicando que «aparece ante nosotros la cara de Edith Stein, Teresa Benedicta de la Cruz, judía y alemana, que desapareció con su hermana, en el horror de la noche del campo de concentración nazi de Alemania; como cristiana y judía, aceptó la muerte con su pueblo y para el pueblo (...) pero hoy reconocemos con gratitud como testigos de la verdad y la bondad que incluso en nuestro pueblo no había desaparecido. Gracias a estas personas, que no estaban sujetas al poder del mal, y que ahora aparecen ante nosotros como luces en una noche oscura».
Dos motivos han sido propuestos para explicar la beatificación de Edith Stein: el primero es el reconocimiento de su vida virtuosa, el segundo es el martirio. Con la canonización de Edith Stein en 1998 surgió una controversia, ya que algunos criticaban al papa Juan Pablo II por querer «recuperar» el Holocausto a través de su canonización. Por ello, los líderes judíos criticaron al papa, pidiéndole que cancelase la canonización, viendo en ella un intento de lograr la «cristianización del Holocausto». Esta controversia se debía, en parte, a una mala interpretación del discurso del papa Juan Pablo II, que declaró: «con la celebración en adelante de la memoria de la nueva santa, no podemos, año tras año, no recordar el Holocausto, este plan feroz de eliminación de un pueblo que costó la vida de millones de hermanos y hermanas judíos». Algunos creyeron ver el establecimiento de un día conmemorativo del Holocausto y, sin embargo, resultó que nunca se estableció este día y que las observaciones pudieron haber sido debidas a sobreinterpretaciones.

### Festividad
La festividad de Edith Stein se fijó para el 9 de agosto. La festividad tiene rango de «memoria» en la Orden del Carmelo, excepto en Europa en tanto que, como copatrona, para toda la Iglesia tiene el rango de «festividad». La fiesta de Edith Stein no se encuentra en los calendarios litúrgicos de referencia, ya que estos estaban editados antes de que fuera declarada copatrona de Europa.

### Otros reconocimientos
En 2008 Edith Stein entró en el Walhalla, un monumento de las personalidades destacadas de la civilización alemana. La cadena de televisión pública alemana ZDF dedicó una emisión entera a Edith Stein en el programa Unsere Besten dedicado a los alemanes más importantes de todos los tiempos. En 1995 se hizo una película: La séptima morada, dirigida por Márta Mészáros, en la que Maia Morgenstern hizo el papel de Edith Stein.
En 2014, la parroquia de Bayeux adquirió una campana nueva, a la que llamaron Teresa Benedicta, en homenaje a Edith Stein.
En 1999, los Hermanos de la Comunidad Cristiana Jesús es Señor, colocan como epónimo Edith Stein a una Unidad Educativa en San Antonio de Los Altos, Municipio Los Salias, estado Miranda, Venezuela, que ofrece los niveles de educación inicial, primaria y media general.
En Viena, la casa Edith-Stein-Haus, en la calle Ebendorferstraße 8, es la sede principal de la Comunidad Universitaria Católica y de la capellanía universitaria de la archidiócesis de Viena. Siguiendo el modelo de la "Casa del Estudiante Católico" de Karl Strobl, la casa alberga también una capilla consagrada a Edith Stein y una residencia para unos 90 estudiantes.

## Herencia

### Teología de Edith Stein

#### Visión de la mujer

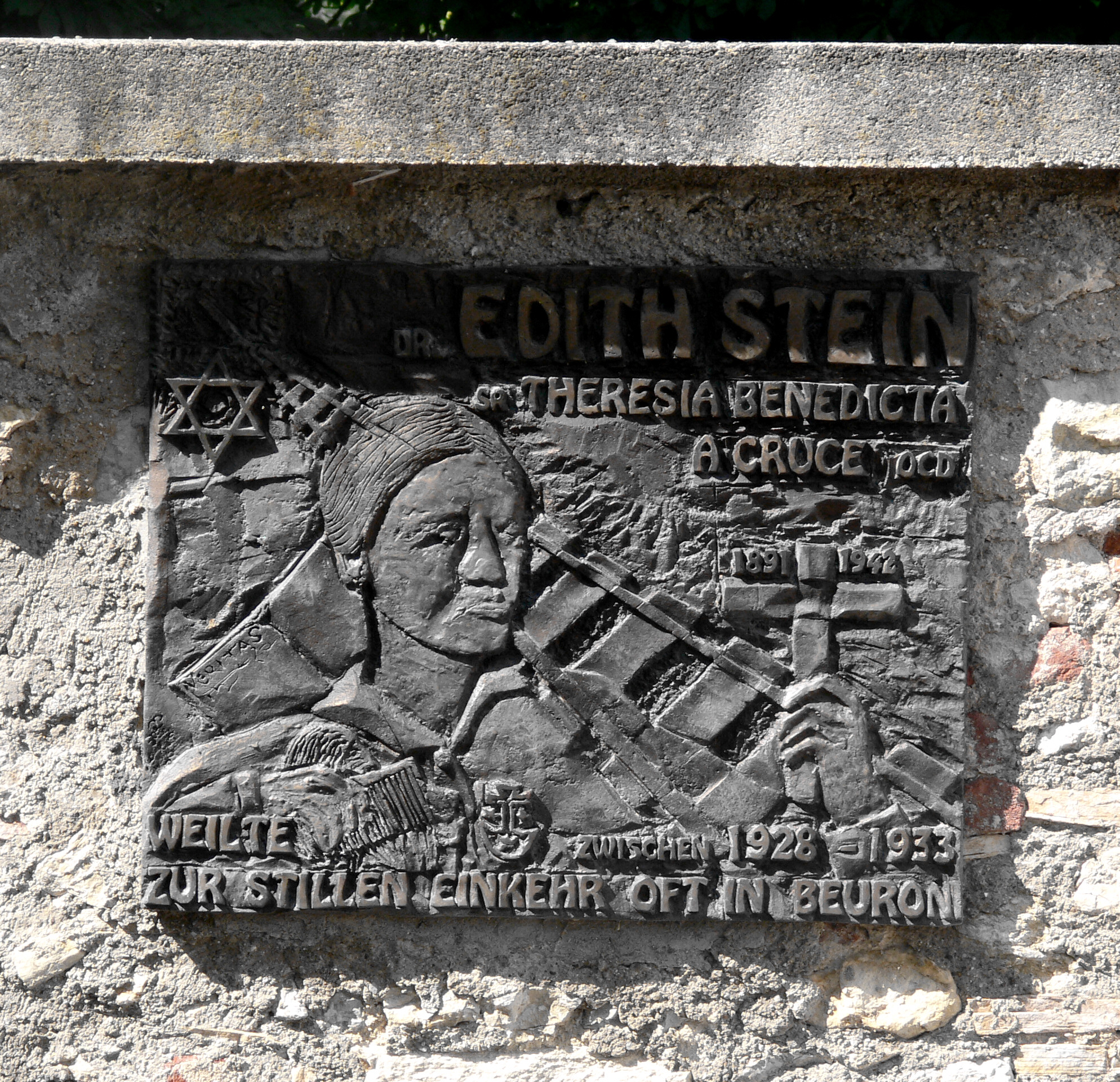
Monumento en la abadía de Beuron en Alemania

Edith Stein, desde muy pronto, estuvo muy marcada por su condición femenina. Primera mujer doctora en Filosofía en Alemania, se comprometió a defender personalmente la posibilidad de que las mujeres fueran a la universidad y enseñasen, a pesar de los muchos recelos de principios del siglo XX.
Con su conversión emprendió un camino diferente. Pensaba que las reclamaciones feministas no eran suficientes: era necesario desarrollar una teología católica de las mujeres, que es lo que ella hizo mediante numerosas conferencias en toda Alemania. Esta teología específica para las mujeres, que era prácticamente inexistente en la educación católica, la desarrolló Juan Pablo II en la carta apostólica Mulieris Dignitatem, en la que, al parecer, pudo haber sido influenciado por el análisis de Edith Stein.
Una serie de conferencias de Edith Stein en francés fueron agrupadas en un primer tomo de la colección La Femme et sa destinée, seguido por un libro, también en francés, titulado La femme. Estos libros abordan numerosos temas como la educación, su vocación y su estatus particular. A partir de un análisis filosófico, Edith Stein afirmaba la unidad de la humanidad, ya que una diferenciación de géneros la lleva a afirmar que la mujer tiene tres objetivos fundamentales: «el desarrollo de su humanidad, de su feminidad y de su individualidad». Se fundaba en la historia del Génesis y del Evangelio, enfoque que adoptó Juan Pablo II en su enseñanza, que toma a la Virgen María como modelo y afirma su papel esencial en la educación. Sin embargo, ella niega la posición de la época en la que se decía que las mujeres debían limitarse solamente a la esfera familiar y afirma que la vocación de la mujer puede tener una vida profesional: «el objetivo que consiste en el desarrollo de habilidades profesionales, objetivo al que es bueno aspirar con el interés de un saludable desarrollo  de la personalidad individual, que también se corresponden con las demandas sociales que requieren la integración de las fuerzas femeninas en la vida del pueblo y del Estado». Esta afirmación es tanto más fuerte que considera una perversión de la vocación femenina la vida de las «jóvenes de buena familia, de las mujeres ociosas de las clases pudientes».
Stein afirmaba, apoyándose en santo Tomás de Aquino, que existen profesiones naturales de la mujer, basándose en las predisposiciones femeninas, predisposiciones que no impiden una singularidad y disposiciones particulares, como en los hombres. Afirmaba más adelante que «una auténtica profesión femenina es una profesión que permite que el alma femenina florezca plenamente». La mujer debe realizarse en su profesión mediante la búsqueda de lo que es lo máximo en su vocación. Debe asegurarse conservar una «ética femenina» en su profesión, tomando a la Virgen María como modelo de la mujer y de su destino.
Esta realización debe también comprender una misión espiritual de la mujer que se lleva a cabo mediante la vida en Dios, la oración y los sacramentos. Dentro de esta lógica, Stein critica la falta de formación dada a las mujeres y la falta de enseñanza del catecismo a ellas mismas, ya que la educación se focalizaba más enfatizando sobre la piedad. También afirmaba que «la fe no es una cuestión de imaginación, ni un sentido de piedad, sino una aprehensión intelectual». Advirtió a las instituciones religiosas que en la educación religiosa a menudo se utilizan medios coercitivos para desarrollar la piedad. La fe solo puede obtenerse a través de la Gracia, que afirma la no necesidad tanto del control como del ejemplo en la educación de las jóvenes.

#### Visión del judaísmo

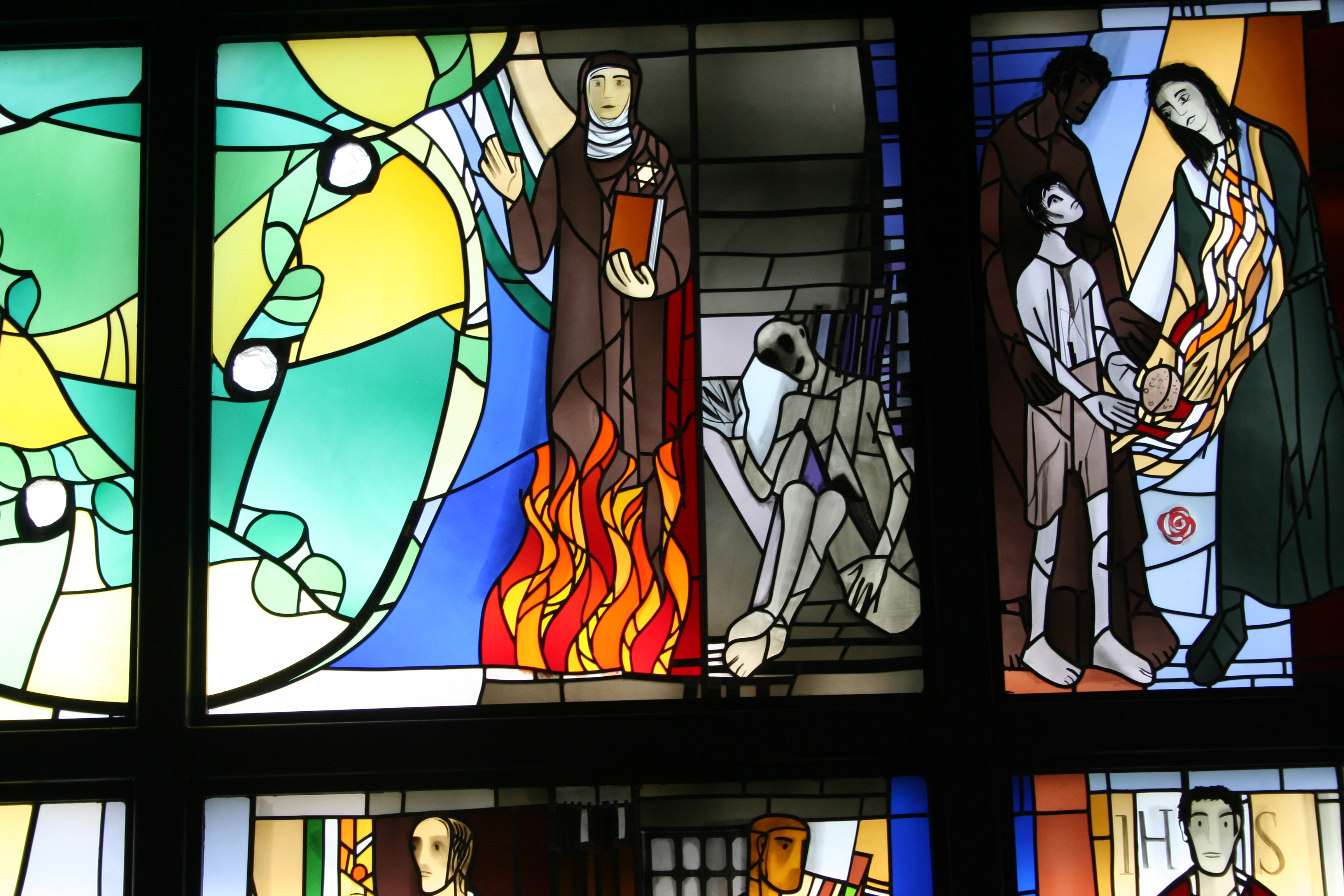
Vidriera de Alois Plum representando a Edith Stein y Maximiliano Kolbe en Kassel

La visión del judaísmo de Edith Stein fue evolucionando a lo largo de toda su vida. Nacida en el seno de una familia judía, abandonó su fe y pasó a ser atea y, en todo caso, no practicante y agnóstica desde la adolescencia. Este ateísmo fue abandonado debido a su encuentro con Cristo. Esta conversión condujo a Edith Stein a una profundización de su fe, a realimentarse de sus raíces judías gradualmente y a expresar su fe cristiana de una manera original.
Edith Stein no renegó nunca de su origen judío y se tenía en cuenta siempre a sí misma como perteneciente al pueblo judío. Consideraba que Cristo fue un judío practicante, como sus discípulos de los primeros tiempos. Él es la misma Iglesia con el grupo de sus discípulos. La Iglesia debe ser plenamente consciente de este enraizamiento y del deber de ser solidaria con el pueblo judío perseguido. Esta reflexión y esta filiación fueron las que condujeron a Edith Stein a escribir al papa Pío XI acerca del antisemitismo y a actuar contra el mismo a lo largo de toda su vida. También reivindicaba su herencia judía, por ejemplo, en 1932. Durante una estancia en París, decía «con nosotros» o «nosotros» cuando hablaba de sus amigos filósofos judíos y lo haría de forma continua a lo largo de su vida.
En su obra Vida de una familia judía, que se presenta como autobiográfica, Edith Stein quiere, según el prólogo, conseguir una refutación del antisemitismo nazi a través de la presentación de la vida de su familia y sus amigos judíos, donde ella es totalmente solidaria, buscando la manera de hacer desaparecer los prejuicios antisemitas. Esta herencia es experimentada por Stein de una forma muy personal; Edith escribió en 1932: «yo había oído hablar de severas medidas adoptadas contra los judíos, pero en ese momento me vino de repente la idea de que Dios había puesto de nuevo su mano fuertemente en mi pueblo y el destino de las personas también era el mío». Escribió La oración de la Iglesia, donde reafirma el profundo vínculo, vital, entre el catolicismo y los judíos, y afirmaba que «Cristo rezaba a la manera de un judío piadoso, fiel a la Ley». Edith dice, con la misma lógica, que hay un rico pasado y presente de la liturgia judía, riqueza que prefigura la riqueza de la liturgia católica.
Finalmente en su muerte, que ella quiso vivir como un holocausto por «su pueblo», mostraba su profundo apego a la relación entre el cristianismo y el judaísmo. Sin embargo nunca renegó de su fe católica y se identificaba con Cristo, que murió por sus discípulos. Por eso, Stein hizo lo mismo, entrando en los campos como judía. El papa Juan Pablo II, en la homilía de la beatificación, afirmó que no hay contradicción en la fe de Edith Stein: «para Edith Stein, el bautismo cristiano no era una forma de romper con su legado judío. Por el contrario, dijo: "yo había renunciado a la práctica de la religión judía desde la edad de catorce años. Mi regreso a Dios me permitió sentirme judía de nuevo". Ella siempre fue consciente de que estaba obligada a Cristo no solo por la espiritualidad, sino también por la propia sangre. En los campos de exterminio murió como hija de Israel» para la gloria del Santísimo Nombre y, a la vez, como la hermana Teresa Benedicta de la Cruz, que viene a decir: «bendecida por la Cruz».

#### Teología de la Cruz
Stein desarrolló una espiritualidad particular en torno a la Pasión de Cristo. Desde el principio de su conversión fue golpeada por el misterio del sufrimiento a través de la muerte de su amigo Adolf Reinach. Descubrió cómo su joven viuda asumió la prueba mediante la esperanza cristiana. Una vez ingresada en el Carmelo, tomó el nombre de sor Teresa Benedicta de la Cruz, lo que demostraba la importancia en ella de la teología de la cruz. La redacción de La ciencia de la cruz sobre la espiritualidad de san Juan de la Cruz permitió a Edith Stein desarrollar una teología de la cruz. La Cruz es, según Edith Stein, «... la verdad enterrada en el alma como un grano de trigo que empuja a sus raíces y crece. Marca el alma con una impronta especial que determina su conducta, hasta tal punto que tanto que el alma irradia a su alrededor y da a conocer mediante su comportamiento». Para Edith Stein la ciencia de la cruz consiste en la imitación de Cristo, Varón de dolores.
El sufrimiento descrito por san Juan de la Cruz en La noche oscura del alma es una participación en la Pasión de Cristo y tiene «el más profundo sufrimiento, el del abandono de Dios». Juan de la Cruz dice que para entrar en «la riqueza de la sabiduría de Dios, es necesario entrar por la puerta: esta puerta es la cruz y es estrecha».
Para Edith Stein, la ciencia de la cruz es la posibilidad de unirse a Dios; el alma solo puede unirse a ella «si fue purificada previamente por un fuego de sufrimientos internos y externos y de acuerdo con los planes de la sabiduría divina. Nadie puede en esta vida entrar en este conocimiento, siempre limitado, de estos misterios, sin haber sufrido mucho». Estos sufrimientos eran considerados por Edith como «el fuego de la expiación». Jesús vino a la tierra a cargar con el fardo de los pecados del hombre. Los sufrimientos de Cristo a lo largo de su vida y acentuados en el Huerto de los olivos son el signo del dolor que siente en este abandono de Dios. La muerte de Cristo, la cima del sufrimiento, marcó también el final de su sufrimiento y la posibilidad de unión con el Amor eterno, la unión con la Santísima Trinidad.
Según Edith Stein, después de la noche oscura que es la purificación del corazón, el ser humano accede a la unión con Dios.. Afirma también que «solo se puede adquirir la ciencia de la cruz si se empieza a sufrir verdaderamente el peso de la cruz. En un primer instante, tenía la convicción íntima y dije desde el fondo de mi corazón: Ave Crux, spes unica». Esta ciencia de la cruz condujo a Edith Stein a desear ofrecerse y sufrir en unión con Cristo. En 1930 escribió: «siento cómo es débil la influencia directa, que agudiza en mí el sentimiento de holocaustum personal.»

### Filosofía de Edith Stein

#### Empatía
La empatía (o Einfühlung) es un término prestado por Husserl a Theodor Lipps para designar la experiencia intersubjetiva. Ella adoptó un punto de vista diferente al del filósofo Theodor Lipps.
La tesis de Edith Stein analiza la empatía como el don de la intuición y del rigor que permite captar lo que el otro vive en sí mismo. La empatía puede permitir a la persona humana, considerada como un universo en sí misma, enriquecerse y aprender a conocerse mediante el contacto con los demás. Por eso afirma:

... por la empatía puedo vivir los valores y descubrir los estratos correspondientes a mi persona, que no han tenido todavía la ocasión de ser desvelados por lo que he experimentado de forma original. Quien no haya visto el peligro encerrarse en sí mismo, puede mediante la situación del otro por la empatía, darse cuenta de que él mismo es cobarde o valiente. Sin embargo, esto que contradice mi propia estructura de las experiencias, no lo puedo «llenar», pero puedo representármelo de forma vacía, abstracta.

Es la apertura a los demás, que permite de esta forma conocer mejor la realidad. Esto no se puede fundar únicamente sobre el yo para alcanzar el conocimiento, pero es necesario aceptar las cosas exteriores como son, abriendo así la puerta a un mayor conocimiento de las cosas, porque si no «nos encerramos en la prisión de nuestras particularidades».

## Ediciones en español
- Edith Stein (2001). ¿Qué es filosofía?. Encuentro. ISBN 9788474906394.
- Edith Stein (2005). Los caminos del silencio interior. Bonum. ISBN 9789505073009.
- Edith Stein (1998). La mujer. Palabra. ISBN 9788482392264.
- Edith Stein (1994). Ciencia de la cruz. Editorial Monte Carmelo. ISBN 8472392813
- Edith Stein (1992, 2.ª ed.). Estrellas amarillas: autobiografía. Infancia y juventud. Editorial de Espiritualidad. ISBN 9788470682216.

## Otros libros

### Obras completas de Edith Stein
- Edith Stein Werke, Nauwelaerts, 1950-1998.
- Edith Stein Gesamtausgabe, Herder, 2000-2009.